# Furtwangen im Schwarzwald
Furtwangen im Schwarzwald è un comune tedesco di 9 622 abitanti, situato nel land del Baden-Württemberg, nel cui territorio nasce il Breg, uno dei due fiumi da cui si origina il Danubio.

## Storia
Città dal passato industriale, un tempo era sede delle più importanti botteghe per la produzione di orologi, in particolare erano rinomati gli orologi musicali prodotti dal celebre orologiaio Emilian Wehrle. 

## Economia
Attualmente ospita insediamenti della piccola e media industria, soprattutto aziende produttrici nel campo della microelettronica e della meccanica di precisione. Questo è anche uno dei motivi per cui la cittadina ospita la Fachhochschule Furtwangen (Università di Furtwangen di Scienze Applicate) fondata nel 1850.

## Sport
È una stazione sciistica specializzata nello sci nordico.